# 高陵区
高陵区（こうりょう-く）は、中華人民共和国陝西省西安市に位置する市轄区。

## 歴史
高陵の地名は前350年の秦の孝公の時代までさかのぼることが出来る。新代に千春県と、三国時代の魏の黄初元年（220年）から隋の大業2年（606年）までは高陸県と改称されたが、隋代以降は高陵県と改称された。2014年12月に市轄区の高陵区に改編。

## 行政区画
- 街道:鹿苑街道、涇渭街道、崇皇街道、姫家街道、耿鎮街道、張卜街道、通遠街道